# Mahan (Iran)
Mahan (persisch ماهان, DMG Māhān, ‚Mond-Ort‘) ist eine kleine Stadt etwa 35 Kilometer südöstlich von Kerman in der gleichnamigen Provinz. Die Oase ist zum einen für die Grabstätte des Dichters, Gelehrten und Gründers des schiitischen Sufiordens Niʿmatullāhīya, Ne‘matollah-e Vali (1331–1431), zum anderen für den sechs Kilometer südlich gelegenen Schahzadeh-Garten bekannt.

## Grabstätte des Ne‘matollah-e Vali
Die Grabstätte ist ein komplexer Bau, dessen berühmte Kuppel und Zwillingsminarette vollständig mit türkisen Fliesen bedeckt sind. Das Mausoleum (Qubba) wurde 1436 von Ahmad Schah Vali erbaut. Erweiterungen und Renovierungen des Gebäudes, vor allem auch der Kuppel, erfolgten während der Regierungszeit des Safawiden-Herrschers Schah Abbas I. im Jahr 1601. Die Ergänzung der Minarette in Kombination mit weiteren Vorhöfen datiert aus der Kadscharenzeit unter Mohammed Schah Qajar und Nāser ad-Din Schāh. Der Ort wird heute noch von vielen Pilgern besucht.

## Verkehr
Der Ort liegt an der Bahnstrecke Qom–Zahedan, der südlichen Ost-West-Eisenbahnverbindung des Iran.

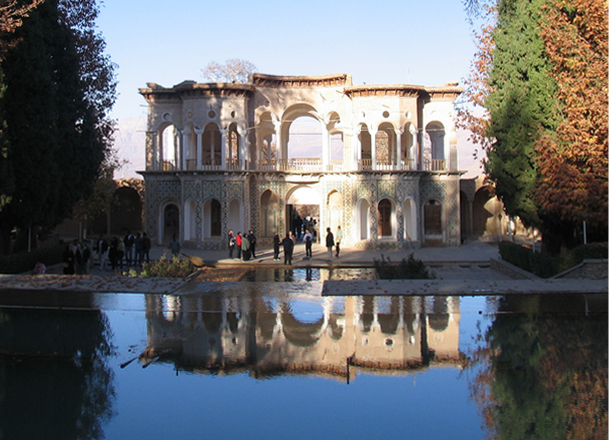
Schahzadeh-Garten

## Söhne und Töchter der Stadt
- Al-Mahani, Mathematiker und Astronom des 9. Jahrhunderts
- Ruhollah Khaleghi (1906–1965), Komponist, Dirigent und Autor